# Álgebra sobre un cuerpo
En matemáticas, un álgebra sobre un cuerpo {\displaystyle \mathbb {K} }, o una {\displaystyle \mathbb {K} }-álgebra, es un espacio vectorial {\displaystyle A} sobre {\displaystyle \mathbb {K} } equipado con una noción compatible de multiplicación de elementos de {\displaystyle A}. Una generalización directa admite que {\displaystyle \mathbb {K} } sea cualquier anillo conmutativo.
Algunos autores utilizan el término "álgebra" como sinónimo de "álgebra asociativa".

## Definiciones
Para ser exactos, sea {\displaystyle (V_{\mathbb {K} },+)} un espacio vectorial sobre el cuerpo {\displaystyle \mathbb {K} }, y supongamos que existe una operación binaria definida entre vectores:

{\displaystyle \cdot :V_{\mathbb {K} }\times V_{\mathbb {K} }\to V_{\mathbb {K} }}

Tal que es bilineal, es decir, tal que para todo {\displaystyle u,v,w\in V,\lambda \in \mathbb {K} }:
1. {\displaystyle u\cdot (v+w)=u\cdot v+u\cdot w}
2. {\displaystyle (v+w)\cdot u=v\cdot u+w\cdot u}
3. {\displaystyle u\cdot (\lambda v)=(\lambda u)\cdot v=\lambda (u\cdot v)}

Entonces con esta operación, {\displaystyle V_{\mathbb {K} }} se convierte en un álgebra sobre {\displaystyle \mathbb {K} } y {\displaystyle \mathbb {K} } es el cuerpo base del álgebra {\displaystyle {\mathcal {A}}=(V_{\mathbb {K} },+,\cdot )}.
Las álgebras también se pueden definir más generalmente sobre cualquier anillo unitario {\displaystyle R}: necesitamos un módulo {\displaystyle {\mathcal {A}}} sobre {\displaystyle R} y una operación bilineal sobre el espacio vectorial como la arriba descrita; entonces {\displaystyle {\mathcal {A}}} es una {\displaystyle R}-álgebra, y {\displaystyle R} es el anillo bajo {\displaystyle {\mathcal {A}}}.
Dos álgebras {\displaystyle {\mathcal {A}}} y {\displaystyle {\mathcal {B}}} sobre {\displaystyle \mathbb {K} } son isomorfas si existe una aplicación lineal biyectiva {\displaystyle f:{\mathcal {A}}\to {\mathcal {B}}} tal que {\displaystyle f(\mathbf {xy} )=f(\mathbf {x} )f(\mathbf {y} )} para todo {\displaystyle x,y\in {\mathcal {A}}}. Para todos los propósitos prácticos, las álgebras isomorfas son idénticas; solamente se diferencian en la notación de sus elementos.

## Características
Para las álgebras sobre un cuerpo, la multiplicación bilineal de {\displaystyle {\mathcal {A}}\times {\mathcal {A}}} a {\displaystyle {\mathcal {A}}} está determinada totalmente por la multiplicación de los elementos de la base de {\displaystyle A}. Inversamente, una vez que ha sido elegida una base para {\displaystyle {\mathcal {A}}}, los productos de los elementos de base se pueden fijar arbitrariamente, y entonces extender de una manera única a un operador bilineal en {\displaystyle {\mathcal {A}}}, es decir de modo que la multiplicación que resulta satisfaga las leyes del álgebra.
Así, dado el cuerpo {\displaystyle \mathbb {K} }, cualquier álgebra se puede especificar salvo un isomorfismo dando su dimensión (digamos {\displaystyle n}), y especificar los {\displaystyle n^{3}} coeficientes de estructura {\displaystyle c_{i,j,k}}, que son escalares. Estos coeficientes de estructura determinan la multiplicación en {\displaystyle {\mathcal {A}}} vía la regla siguiente:

{\displaystyle \mathbf {e} _{i}\mathbf {e} _{j}=\sum _{k=1}^{n}c_{i,j,k}\mathbf {e} _{k}}

Donde {\displaystyle \{\mathbf {e} _{1},\dots ,\mathbf {e} _{n}\}} una base de {\displaystyle A}. El único requisito en los coeficientes de la estructura es que, si la dimensión {\displaystyle n} es un número infinito, entonces esta suma debe converger (en cualquier sentido que sea apropiado para la situación). Observe, sin embargo, que diversos conjuntos de coeficientes de estructura pueden dar lugar a álgebras isomorfas.
En física matemática, los coeficientes de estructura se escriben a menudo {\displaystyle c_{i,j}^{k}}, y se escribe usando el convenio de sumación de Einstein como

{\displaystyle \mathbf {e} _{i}\mathbf {e} _{j}=c_{i,j}^{k}}

Si se aplica esto a vectores escritos en notación de índice, entonces se convierte en:

{\displaystyle (\mathbf {xy} )^{k}=c_{i,j}^{k}x^{i}y^{j}}

Si {\displaystyle \mathbb {K} } es solamente un anillo conmutativo y no un cuerpo, entonces lo mismo funciona si {\displaystyle {\mathcal {A}}} es un módulo libre sobre {\displaystyle \mathbb {K} }. Si no es, entonces la multiplicación todavía está determinada totalmente por su acción en un conjunto generador de {\displaystyle {\mathcal {A}}}; sin embargo, las constantes de estructura no se pueden especificar arbitrariamente en este caso, y saber solamente las constantes de estructura no específica el álgebra módulo isomorfismo.

## Clases de álgebra y ejemplos
Un álgebra conmutativa es una en que la multiplicación es conmutativa; un álgebra asociativa es una en que la multiplicación es asociativa. Éstas incluyen las clases más familiares de álgebra.

### Álgebras asociativas
Entre los ejemplos de álgebra asociativa podemos destacar:
- el álgebra de todas las matrices {\displaystyle n\times n} sobre el cuerpo (o anillo conmutativo) {\displaystyle \mathbb {K} }, a veces denotada como {\displaystyle {\mathfrak {M}}_{2\times 2}(\mathbb {K} )}. Aquí la multiplicación es multiplicación ordinaria de matrices.
- las álgebra grupo, donde un grupo sirve de base del espacio vectorial y la multiplicación del álgebra amplía la multiplicación del grupo.
- el álgebra conmutativa {\displaystyle \mathbb {K} [x]} de todos los polinomios sobre {\displaystyle \mathbb {K} }, es un espacio vectorial de dimensión infinita {\displaystyle \aleph _{0}} (alef-0) sobre el cuerpo en el que se definen.
- las álgebras de funciones, tales como el {\displaystyle \mathbb {R} }-álgebra de todas las funciones continuas real-valoradas definidas en el intervalo {\displaystyle [0,1]}, o la {\displaystyle \mathbb {C} }-álgebra de todas las funciones holomórficas definidas en algún conjunto abierto en el plano complejo. Éstas son también conmutativos.
- las álgebras de incidencia se construyen sobre ciertos conjuntos parcialmente ordenados.
- las álgebras de operadores lineales, por ejemplo en un espacio de Hilbert. Aquí la multiplicación del álgebra viene dada por la composición de operadores. Estas álgebras también llevan una topología; se definen muchas de ellas en un espacio subyacente de Banach que las convierte en un álgebra de Banach. Si una involución se da también, obtenemos B-estrella-álgebras y C-estrella-álgebras. Éstas se estudian en análisis funcional.

### Álgebras no asociativas
Las clases más conocidas de álgebras no-asociativas son las que son casi asociativas, es decir, en que una cierta ecuación simple obliga las diferencias entre diversas maneras de asociar la multiplicación de elementos. Éstos incluyen:
- Álgebra de Lie, para las cuales requerimos la identidad de Jacobi {\displaystyle z(xy)+(yz)x+(zx)y=0} y anticonmutatividad: {\displaystyle xx=0}. Para estas álgebra el producto se llama el corchete de Lie y se escribe {\displaystyle [x,y]} en vez de {\displaystyle xy}. Los ejemplos incluyen:
  - Espacio euclídeo {\displaystyle \mathbb {R} ^{3}} con la multiplicación dada por el producto vectorial (con {\displaystyle \mathbb {K} } el cuerpo {\displaystyle \mathbb {R} } de los números reales);
  - Álgebra de los campos vectoriales en una variedad diferenciable (si {\displaystyle \mathbb {K} } es {\displaystyle \mathbb {R} } o los números complejos {\displaystyle \mathbb {C} }) o una variedad algebraica (para el general {\displaystyle \mathbb {K} });
  - Cada álgebra asociativa da lugar a un álgebra de Lie usando el conmutador como corchete de Lie. De hecho cada álgebra de Lie se puede construir de esta manera, o es una subálgebra de un álgebra de Lie así construida.

- Álgebra de Jordan, para las cuales requerimos {\displaystyle (xy)x^{2}=x(yx^{2})}y también {\displaystyle xy=yx}.
  - Cada álgebra asociativa sobre un cuerpo de característica distinta de 2 da lugar a un álgebra de Jordan definiendo una nueva multiplicación {\displaystyle xy={\frac {1}{2}}(xy+yx)}. En contraste con el caso del álgebra de Lie, no toda álgebra de Jordan se puede construir de esta manera. Las que si se pueden se llaman especiales.

- Álgebras alternativas, para las cuales requerimos que {\displaystyle (xx)y=x(xy)y(yx)x=y(xx)}. Los ejemplos más importantes son los octoniones (un álgebra sobre los reales), y generalizaciones de los octoniones sobre otros cuerpos. (todas las álgebras asociativas son obviamente alternativas.) Salvo isomorfismo las únicas álgebras alternativas reales finito-dimensionales son los reales, los complejos, los cuaterniones y los octoniones.

- Álgebras potencia-asociativas, para las cuales requerimos que {\displaystyle x^{m}x^{n}=x^{m+n}}, donde {\displaystyle m,n\geq 1}. (aquí definimos formalmente {\displaystyle x^{n+1}} recurrentemente como {\displaystyle xx^{n}}.) Los ejemplos incluyen todas las álgebras asociativas, todas las álgebras alternativas, y los sedeniones.

### Más clases de álgebra
- Las álgebras de división, en las cuales el inverso multiplicativo existe o la división puede ser realizada. Las álgebras finito-dimensionales de división sobre el cuerpo de los números reales se pueden clasificar bien.

- Álgebras cuadráticas, para las cuales requerimos xx=re + sx, para algunos elementos r y s en el cuerpo de base, y e una unidad para el álgebra. Los ejemplos incluyen todas las álgebras alternativas finito-dimensionales, y el álgebra de las matrices reales 2-por-2. Salvo un isomorfismo las únicas álgebras reales alternativas, cuadráticas sin divisores de cero son los reales, los complejos, los cuaterniones, y los octoniones.

- Las álgebras de Cayley-Dickson (donde K es R, que comienzan con:
  - C (una álgebra conmutativa y asociativa);
  - los cuaterniones H (una álgebra asociativa);
  - los octoniones (un álgebra alternativa);
  - los sedeniones (un álgebra potencia-asociativa, como todas las álgebras de Cayley-Dickson).

- Las álgebras de Poisson se consideran en la cuantización geométrica. Tienen dos multiplicaciones, haciéndolas álgebras conmutativas y álgebras de Lie de diversas maneras.